# 이연선
이연선(1971년 5월 15일 ~ )은 대한민국의 배우이다.

## 영화
- 2004년 돌려차기
- 2005년 공공의 적 2
- 2006년 사랑을 놓치다
- 2006년 생날선생
- 2006년 구미호 가족
- 2007년 숨
- 2007년 펀치 레이디
- 2008년 과속스캔들
- 2009년 애자

## 드라마
실제상황 ㆍ이것은실화다